# Lars Lindegren

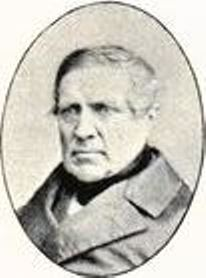
Lars Lindegren.

Lars Lindegren, född 2 februari 1802 i Näskotts socken, Jämtlands län, död 5 april 1863 i Linköping, var en svensk läkare. Han var den förste lasarettsläkaren vid Söderhamns lasarett, vilket inrättades 1833.
Lindegren blev student vid Uppsala universitet 1822, medicine kandidat 1828, medicine licentiat 1829, kirurgie magister 1830 och medicine doktor 1835. Han var extra bataljonsläkare vid Hälsinge regemente i Mohed 1829–1841, blev stadsläkare i Söderhamns stad 1831, var lasarettsläkare där 1833–1841, provinsialläkare i Söderhamns distrikt 1841–1843 och i Linköpings distrikt från 1843.